# Paul van Dyk

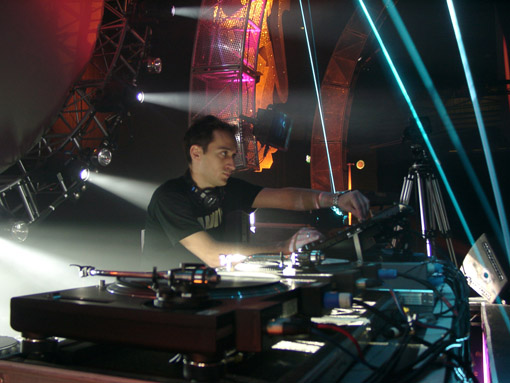
Paul van Dyk, 2007

Paul van Dyk (n. 16 decembrie 1971 - Eisenhüttenstadt, landul Brandenburg, Germania) pseudonimul lui Matthias Paul, unul dintre cei mai de succes DJ-ei internaționali. Paul van Dyk a crescut în Germania comunistă. Datorită faptului că comunitatea în care el locuia nu avea cultură vastă, Paul van Dyk asculta radio-ul unde a și-a descoperit pasiunea pentru muzică; aceasta fiind extinsă dincolo de granițele muzicii techno – dorea să creeze un gen de muzică diferită, unică. În prima parte a anului 1990 Paul van Dyk mixa des în cluburile din Berlin, până când și-a lansat primul album, "45 RPM" în 1994. Dar doar lansarea celui de-al doilea album, "Seven Ways" l-a așezat în TOP 100, urmat de single-ul "For An Angel," ceea ce i-a adus elogii mondiale. Atunci când Paul van Dyk a lansat "Out There & Back" în 2000, a fost clar că muzician-ul ar avea mai mult de oferit decât semnătura sa în cluburi și remix-urile care l-au făcut deja unul dintre cei mai influenți DJ și producători din toate timpurile.

## Discografie
Albume
- 1994: "45 RPM"
- 1996: "Seven Ways"
- 2000: "Out There and Back" - #12 UK, #19 Germania, #41 Australia
- 2003: "Reflections" - #8 Germania, #3 U.S. Top Electronic Albums
- 2003: "Global"
- 2007: "In Between" - #20 Germania, #63 UK, #88 Elvetia, #115 Billboard 200, #2 Top Electronic Albums
- 2008: "Hands on In Between"

Single-luri
- 2008: "Let Go" - #13 U.S. Hot Dance Club Play, #21 Germania, #45 Rusia, #7 Olanda, #2 Letonia, #3 Grecia, #14 Worldwide Airplay
- 2007: "White Lies" - - #3 U.S. Hot Dance Club Play, #73 Austria, #38 Germania,
- 2005: "The Other Side" - - #58 U.S. Hot Dance Club Play, #33 Germania,
- 2004: "Crush" - #48 Germania, #42 UK
- 2003: "Time of Our Lives/Connected" - #41 Irlanda, #34 Eurochart, #28 UK, #14 Germania, #47 Austria, #70 Elvatia
- 2003: "Nothing But You" - #11 Germania, #6 Billboard's Hot Dance Club Play, #44 Eurochart, #34 Irlanda, #14 UK, #76 Elvetia, #2 Worldwide Airplay Chart
- 2000: "We Are Alive" - #14 Germania, #15 UK, #29 Olanda, #21 Brazilia, #89 Global100.com - Singles
- 2000: "Tell Me Why (The Riddle)" - #7 UK, #45 Germania, #98 Global100.com Singles
- 1999: "Another Way/Avenue" - #13 UK, #26 Olanda, #49 Eurochart, #52 Germania
- 1998: "For An Angel" - #28 UK Singles Chart, #44 Germany, #74 Eurochart

## Premii
- 1999 DJ Mag Music Maker
- 1999 Best International DJ
- 1999 Best international Award
- 1999 man of the year by Mixmag
- 1999 Leader of the Trance Nation
- 2003 Best European DJ (Miami Winter Music Conference 2003)
- 2003 second best trance track Paul Van Dyk - Nothing But You
- 2004 America’s Favorite DJ
- 2004 Best International DJ
- 2004 Best Event
- 2004 Best Music in a Commercial (Motorola)
- 2004 Mexican Oscar for his soundtrack in the film “Zurdo”
- 2004 Best Music Maker" by DJ magazine
- 2004 big winner at the Dancestar Awards
- 2005 WMC 2005 best track house progressive/trance: Nothing but You (Paul Van Dyk)
- 2005 WMC 2005 best international dj
- 2005 America’s Favorite DJ
- 2005 best dj for Dance/Electronic Album for his original album Reflections
- 2005 the International Dance Music Award (IDMA) for Best Euro DJ.
- 2005 DJ Mag No 1 DJ
- 2005 Best Producer Trance Awards
- 2005 Best Global DJ Trance Awards
- 2006 Best Global DJ (Miami Winter Music Conference 2006)
- 2006 Best record label VANDIT>
- 2006 Best Producer (Miami Winter Music Conference 2006)
- 2006 Best Global DJ, Best NuNRG/Euro Track
- 2006 DJ Mag No 1 DJ
- 2006 Best Global DJ Trance Awards
- 2006 Best Producer
- 2006 Best Mix Compilation for The Politics of Dancing 2
- 2006 Cross Of Merit From The City Of Berlin
- 2006 Best HI NRG / Euro Track for "The Other Side" (Miami Winter Music Conference 2006)
- 2006 B.Z.-Kulturpreis 2006
- 2007 Best Ortofon European DJ (Miami Winter Music Conference 2007)
- 2007 Best dj by trance awards
- 2007 Best producer by trance awards
- 2007 Best label vandit by trance awards
- 2007 2nd Best Remixer by trance awards
- 2007 3rd Best live act by trance awards
- 2007 2nd best resident by trance awards
- 2007 Best club night CREAM,ibiza by trance awards
- 2007 Best album In Between by trance awards
- 2007 3rd Best radio show vonyc by trance awards
- 2007 5th Best website by trance awards
- his regular 6 hour set at “Gatecrasher” was voted as the "second best club night ever"
- Best international DJ by the ministry of sound
- Best international DJ by Musik Berlin, Zürich, Amsterdam, Londres, Paris, Milan, New-York, Mexico, Singapore